# Lake Mountain
Lake Mountain är ett berg i Australien. Det ligger i regionen Murrindindi och delstaten Victoria, omkring 88 kilometer nordost om delstatshuvudstaden Melbourne. Toppen på Lake Mountain är 1 433 meter över havet. Lake Mountain ingår i Torbreck Range.
Trakten runt Lake Mountain är nära nog obefolkad, med mindre än två invånare per kvadratkilometer.. Närmaste större samhälle är Marysville, omkring 12 kilometer väster om Lake Mountain. 
I omgivningarna runt Lake Mountain växer i huvudsak städsegrön lövskog. Genomsnittlig årsnederbörd är 1 391 millimeter. Den regnigaste månaden är juni, med i genomsnitt 161 mm nederbörd, och den torraste är januari, med 57 mm nederbörd.